# Фасоль обыкновенная
Фасо́ль обыкнове́нная (лат. Phaséolus vulgáris) — вид растений из рода Фасоль семейства Бобовые (Fabaceae). Самый распространённый в культуре вид своего рода, широко возделываемый как пищевое растение.
Имеет много разновидностей и сортов. Сорта отличаются между собой по форме и цвету листьев, цветов и плодов. В пищу используются как семена, так и бобы (стручки) (см. зелёная фасоль).

## Исторические сведения
Первое упоминание о фасоли встречается в древних китайских летописях, относящихся к 2800 г. до н. э. Речь идёт о растении с прямостоячим стеблем высотой до 60 см, в то время как стебель большинства видов фасоли вьющийся. Китайцы варили фасоль с рисом, как теперь делают в Индии, Японии, Корее и на Филиппинских островах.
Упоминания о блюдах из фасоли встречаются у Теофраста (за 350 лет до н. э.). Римляне также готовили из бобов фасоли муку, применяемую в косметическом средстве lomentum, оно заменяло им пудру. В течение столетий фасолевая мука входила в состав дамских белил. У немцев фасоль до сих пор называется белильными бобами (Schminkbohne).
Фасоль — одно из главных растений древнего земледелия Перу, Мексики и других стран Южной и Центральной Америки. Она является одной из древнейших культур мира.

### Применение у ацтеков
В произведении «Общая история дел Новой Испании» (1547—1577) Бернардино де Саагун, опираясь на сведения ацтеков о свойствах растений, привёл различные сведения о фасоли, в частности, о том, каково её разнообразие:

Чёрная фасоль, крупная как ауас (?). <…> Каштановая фасоль. <…> Красная фасоль. <…> Фасоль белая. <…> Фасоль фиолетовая. <…> Фасоль алая. <…> Беловатая фасоль. <…> Фасоль, раскрашенная в цвета перепёлки. <…> Фасоль яшмовидная. <…> Фасоль мелкая. <…> Мышиная фасоль — мелкая и чёрная.

### Распространение в Европе
В Европу завезена после второго путешествия Колумба, а оттуда она попала в Россию в XVII—XVIII веках. Вероятно, поэтому в России фасоль долгое время называли французскими бобами. Сначала её выращивали как декоративный кустарник, и лишь со временем, в конце XVII века, фасоль приобрела широкое распространение как овощная культура.

## Ботаническое описание
Фасоль обыкновенная — однолетнее травянистое растение 0,5—3 м высотой (встречаются как карликовые сорта, так вьющиеся с длиной стебля до 3 м).
Стебель По степени одревеснения: травянистый; по направлению и характеру роста: как правило, вьющийся.
Листья Способ прикрепления к стеблю: черешковый; форма листовой пластинки: парноперистый; характер края листа: ресничный; жилкование листа: сетчатое; степень сложности листа: тройчатый; листорасположение: супротивное (нижние листья), очередное (верхние листья)
Цветки по 2—6 на длинных цветоножках, 1—1,5 см длины, обоеполые, имеют двойной околоцветник, от белых до тёмно-пурпурных и фиолетовых, мотыльковые, собраны в пазушные кисти.
Плоды — бобы, висячие, 5—20 см длины, 1—1,5 см ширины, прямые или изогнутые, сплющенные или почти цилиндрические, от бледно-жёлтых и зелёных до тёмно-фиолетовых, с двумя — восемью (по другим данным, тремя — семью) семенами.
Корневая система — стержневая.
Семена 5—35 мм длины, эллиптические, от белых (Фасоль флотская) до темно-лиловых и черных, однотонные или мозаичные, крапчатые, пятнистые.
|                                          |  |  |  |  |
| Семена разных сортов фасоли обыкновенной |  |  |  |  |

## Химический состав

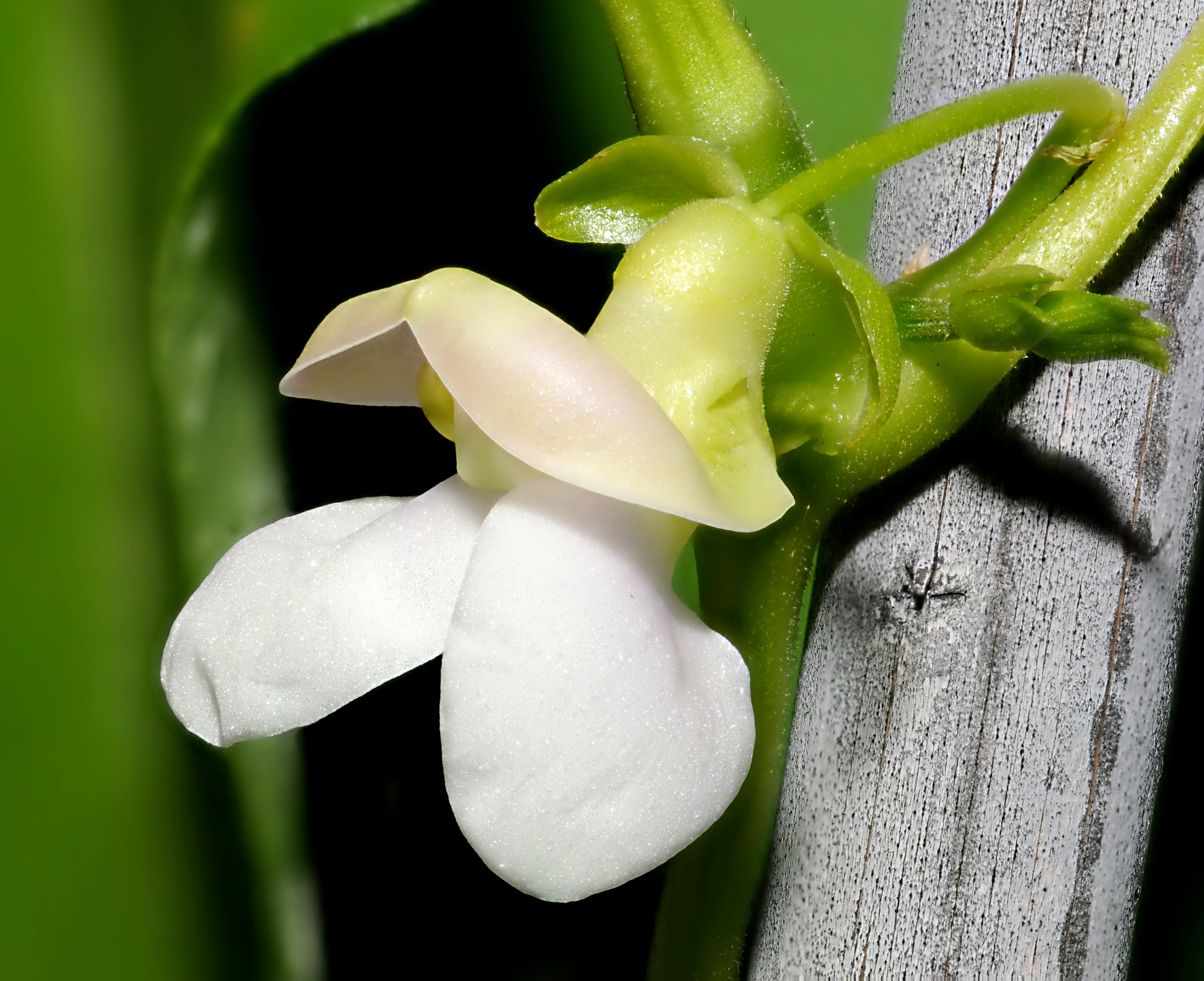
Цветок фасоли обыкновенной

В плодах фасоли содержатся белки (в отдельных сортах до 31 %), 50—60 % углеводов (моно- и олигосахариды, крахмал), до 3,6 % жирного масла, каротин, калий, фосфор, значительное количество меди и цинка, азотистые вещества (в том числе и незаменимые аминокислоты), флавоноиды (кверцитурон), стерины (β- и γ-ситостерины, стигмастерин) и органические кислоты (яблочная, малоновая, лимонная). Содержит витамины: пиридоксин, тиамин, пантотеновую и аскорбиновую кислоты.
В надземной части фасоли найдены флавоноиды (кемпферол-3-глюкозид, кемпферол-3-глюкоксилозид, мирицетин-3-глюкозид), лейкоантоцианиды (лейкодельфинидин, лейкоцианидин, лейкопеларгонидин) и антоцианы (цианидин, пеларгонидин, дельфинидин, петунидин-3-глюкозид и мальвидин-3-глюкозид).
Перед варкой фасоль рекомендуется замачивать в воде (8-10 часов). Это целесообразно делать по двум причинам:
- процесс замачивания размягчает бобы и возвращает им влагу, что уменьшает время варки;
- при замачивании в воде растворяются олигосахариды (сахара, которые не перевариваются в человеческом теле), вызывающие газообразование и осложняющие процесс пищеварения.

Сырая фасоль, особенно красная фасоль, содержит значительные количества лектинов, обладающих токсичным эффектом. Для их нейтрализации применяется длительное (30 минут) кипячение в воде.

## Значение и применение
Фасоль обыкновенная — ценная продовольственная и кормовая культура. По составу белки фасоли близки к белкам мяса и усваиваются организмом на 75 %. Среди бобовых продовольственных культур фасоль по популярности занимает второе место после сои. Особенно широко она распространена в странах Южной Америки и Европы, любят и ценят её и в Китае. В рационе питания многих южных народов фасоль занимает важнейшее место.

Из плодов фасоли готовят супы, гарниры, консервы.

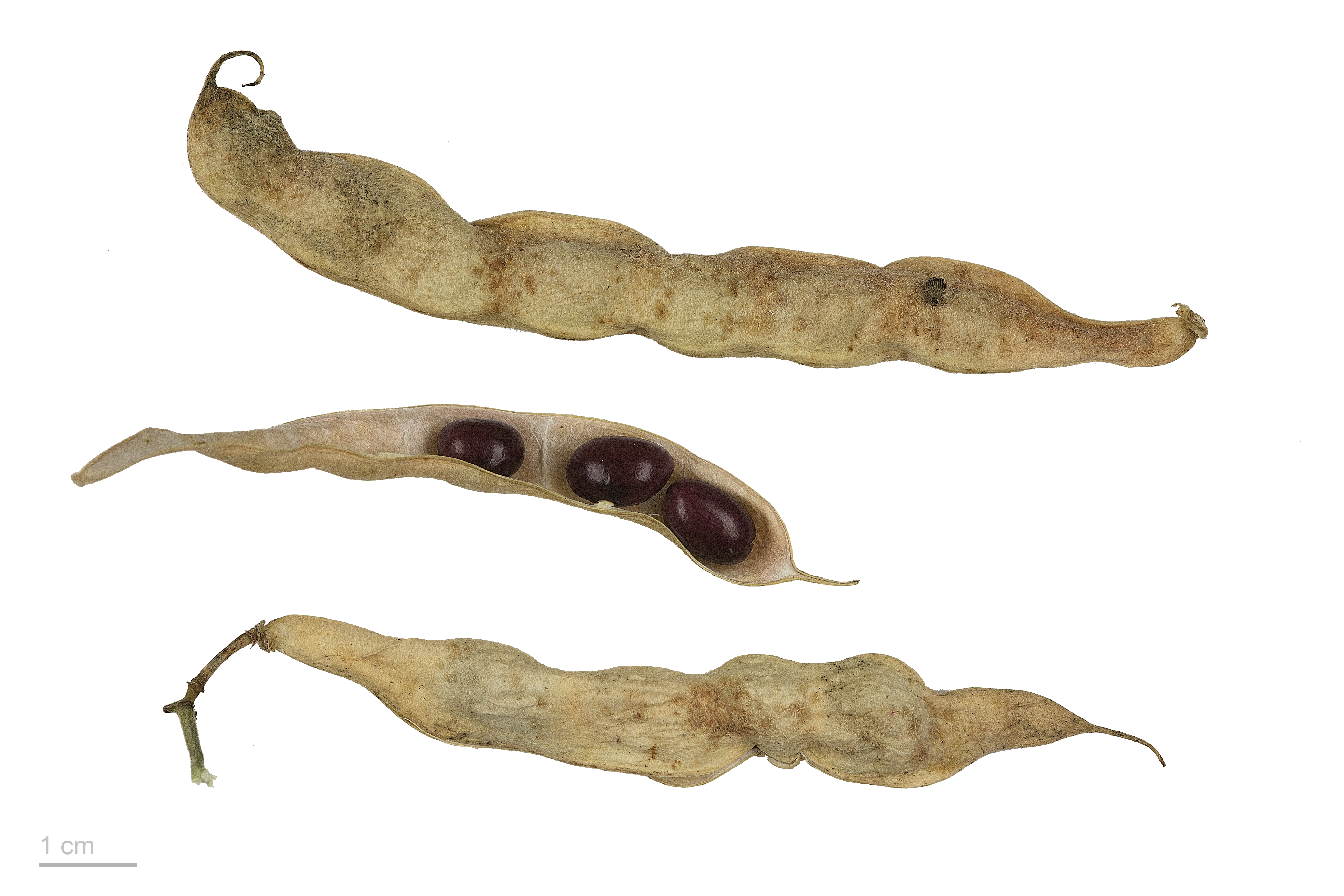
Высушенные плоды — Тулузский музей

Благодаря высокому содержанию калия её применяют в диетическом питании при атеросклерозе и нарушениях ритма сердечной деятельности.
Створки бобов фасоли обыкновенной используются в медицине и известны под названием Phaseoli pericarpium. Экстракт из «стручков» понижает содержание сахара в крови и увеличивает диурез. Фасоль обыкновенная входит в сбор «Арфазетин», применяемый при диабете.
В народной медицине настои створок используют при заболевании почек, ревматизме, гипертонии и нарушениях солевого обмена.

## Производство
Мировое производство бобов фасоли в 2010 году составило 23,2 миллиона тонн, в пятёрку ведущих производителей вошли Индия, Бразилия, Мьянма, Китай и США. На долю пяти ведущих производителей приходится более 60 % мирового производства. Ведущим производителем зелёной фасоли является Китай — 18,7 миллионов тонн из 23,6 миллионов тонн мирового производства.
| Крупнейшие производители зелёной фасоли (тысяч тонн) | Крупнейшие производители зелёной фасоли (тысяч тонн) | Крупнейшие производители зелёной фасоли (тысяч тонн) | Крупнейшие производители зелёной фасоли (тысяч тонн) |
| Страна                                               | 2014 год                                             | 2016 год                                             |                                                      |
| ---------------------------------------------------- | ---------------------------------------------------- | ---------------------------------------------------- | ---------------------------------------------------- |
| Китай                                                | 17 012                                               | 18 679                                               |                                                      |
| Индонезия                                            | 855,9                                                | 934,5                                                |                                                      |
| Индия                                                | 636,1                                                | 661,8                                                |                                                      |
| Турция                                               | 638,5                                                | 638,5                                                |                                                      |
| Таиланд                                              | 305,1                                                | 312,1                                                |                                                      |

| Индия     | 4260 | 6491 |
| Бразилия  | 3089 | 2899 |
| Мьянма    | 3186 | 2684 |
| Танзания  | 1201 | 1484 |
| Китай     | 1100 | 1297 |
| США       | 1366 | 1071 |
| Уганда    | 1080 | 865  |
| Кения     | 765  | 861  |
| Бурунди   | 283  | 834  |
| Аргентина | 605  | 793  |
| Мексика   | 969  | 724  |
| Эфиопия   | 900  | 617  |
| Мозамбик  | 48   | 549  |
| Руанда    | 434  | 450  |
| Камерун   | 363  | 390  |
| Ангола    | 398  | 367  |
| Казахстан | 88   | 357  |
| Канада    | 243  | 339  |
| КНДР      | 324  | 329  |
| Беларусь  | 325  | 261  |

В России в 2023 году посевная площадь фасоли 5,4 тыс. га. Валовый сбор фасоли 8,4 тыс. тонн, при средней урожайности 19,6 ц/га. ТОП регионов по валовому сбору: Амурская область 1470 тонн 12,8 ц/га, Краснодарский край 790 тонн 25,5 ц/га,  Республика Дагестан 590 тонн 17,7 ц/га, Еврейская АО 540 тонн 19,7 ц/га, Северная Осетия 450 тонн 17,6 ц/га.

## Классификация

### Таксономия
Phaseolus vulgaris L., 1753, Sp. Pl.: 723
Вид Фасоль обыкновенная относится к роду Фасоль (Phaseolus) подсемейства Мотыльковые (Papilionoideae) семейства Бобовые (Fabaceae) порядка Бобовоцветные (Fabales). Таксономическая схема в соответствии с Системой APG IV по состоянию на декабрь 2023 года:
|  |                                      |  |                                   |                                   |                   |  | ещё 3 семейства | ещё 3 семейства   |                          |  |  |  | еще 523 рода                                                    | еще 523 рода        |  |  |
|  |                                      |  |                                   |                                   |                   |  | ещё 3 семейства | ещё 3 семейства   |                          |  |  |  | еще 523 рода                                                    | еще 523 рода        |  |  |
|  |                                      |  |                                   | порядок Бобовоцветные             |                   |  |                 |                   | подсемейство Мотыльковые |  |  |  |                                                                 | Фасоль обыкновенная |  |  |
|  |                                      |  |                                   | порядок Бобовоцветные             |                   |  |                 |                   | подсемейство Мотыльковые |  |  |  |                                                                 | Фасоль обыкновенная |  |  |
|  | отдел Цветковые, или Покрытосеменные |  |                                   |                                   | семейство Бобовые |  |                 |                   | род Фасоль               |  |  |  |                                                                 |                     |  |  |
|  | отдел Цветковые, или Покрытосеменные |  |                                   |                                   |                   |  |                 |                   |                          |  |  |  |                                                                 |                     |  |  |
|  |                                      |  | ещё 63 порядка цветковых растений | ещё 63 порядка цветковых растений |                   |  |                 | еще 5 подсемейств | еще 5 подсемейств        |  |  |  | еще 108 подтвержденных видов и 23 вида, ожидающих подтверждения |                     |  |  |
|  |                                      |  |                                   | ещё 63 порядка цветковых растений |                   |  |                 |                   | еще 5 подсемейств        |  |  |  |                                                                 |                     |  |  |